# Герб Забродів
Герб Забро́дів затверджений 18 листопада 2008 року сесією Забродівської сільської ради.

## Опис герба
У зеленому щиті золоте вістря з зубчастою синьою основою, на якому три очеретини, зелені на золоті й золоті на синьому, середня з яких вища; у правому верхньому зеленому полі золота підкова, а в лівому — золотий кущ полуниці. Щит обрамований декоративним картушем і увінчаний золотою сільською короною.

## Автори
Автори — О. Бірюліна, М. Слатов.

## Значення символів
Зелений колір означає ліс, синій — водні плеса. Підкова  — рід занять перших поселенців. Очерет здавна використовувався як будівельний і опалювальний матеріал, полуниця  — популярна ягідна культура в цих місцях.